# Réchésy
Réchésy település Franciaországban, Territoire de Belfort megyében. Lakosainak száma 765 fő (2022. január 1.). Réchésy Lepuix-Neuf, Pfetterhouse, Seppois-le-Bas, Ueberstrass, Courcelles és Courtelevant községekkel határos.

## Népesség
A település népessége az elmúlt években az alábbi módon változott:
| Lakosok száma | 810  | 806  | 786  | 779  | 776  | 767  | 766  | 765  |
|               | 2013 | 2015 | 2017 | 2018 | 2019 | 2020 | 2021 | 2022 |